# Wienerwald

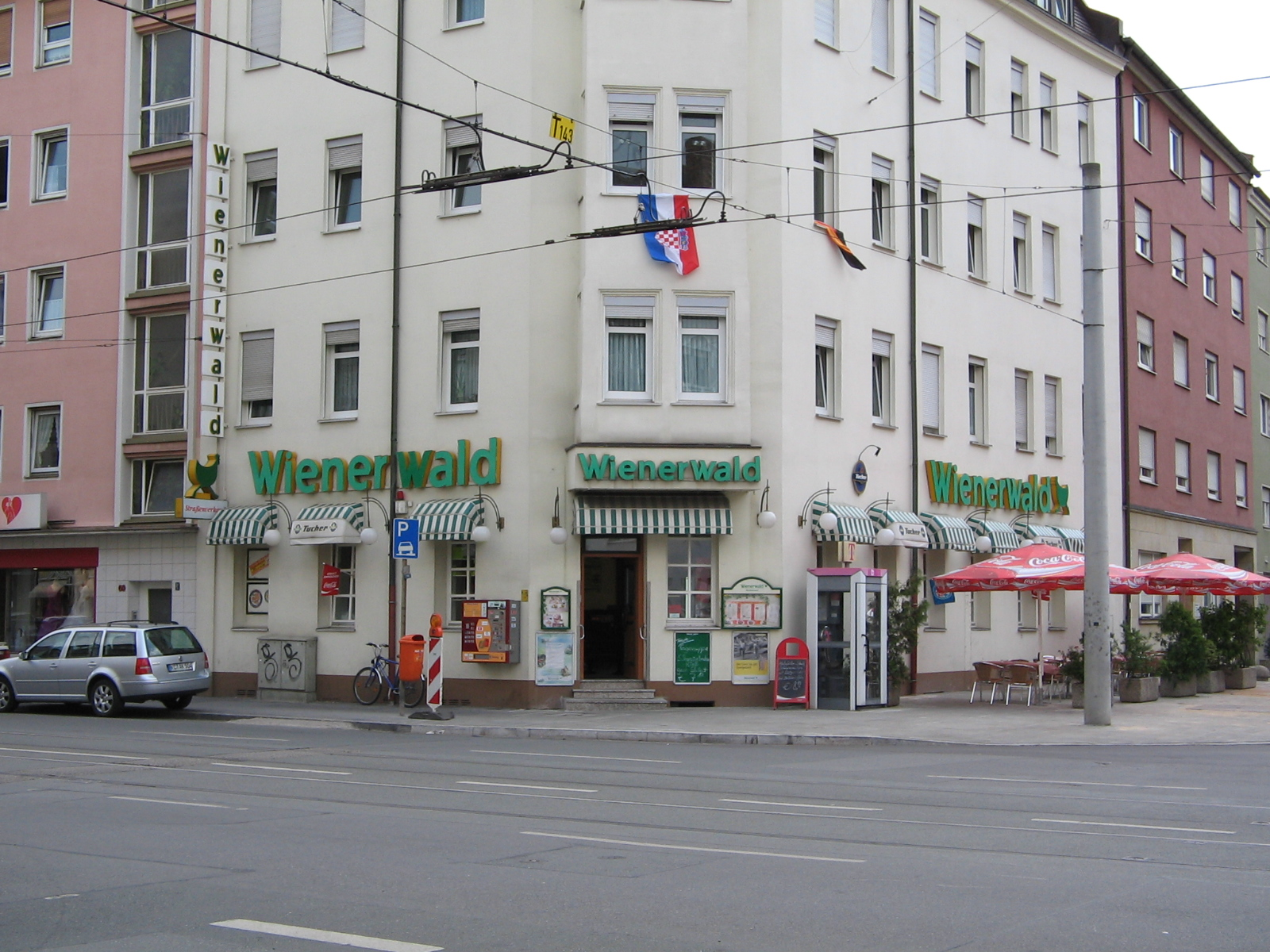
Restaurant Wienerwald în Nürnberg, Germania

Wienerwald este un lanț de restaurante din Germania.
În februarie 2011, rețeaua Wienerwald deținea 34 de restaurante în Germania și 33 în Turcia.
În 2010, compania a raportat afaceri de 25 milioane euro în Germania, respectiv 18 milioane euro în Turcia. La primul restaurant Wienerwald din România este în București.